# Trachylepis perrotetii
Trachylepis perrotetii är en ödleart som beskrevs av  Duméril och BIBRON 1839. Trachylepis perrotetii ingår i släktet Trachylepis och familjen skinkar. Inga underarter finns listade i Catalogue of Life.